# L'Intrigue
Pour les articles homonymes, voir Intrigue (homonymie).
L'intrigue, réalisée en 1890, est une peinture de l’artiste belge James Ensor. Maître dans la représentation de scènes étranges et grotesques, James Ensor est un pionnier de l’art moderne. Cette œuvre s’inscrit dans la « Période des Masques » de l’artiste appartient à la collection du Musée royal des Beaux-Arts d’Anvers.

## Description
À partir de 1887, les masques deviennent véritablement la signature de l’artiste. Alors que les masques sont censés cacher les véritables visages de ceux qui les portent, chez Ensor, ils ont l'effet contraire. Ils mettent en évidence la méchanceté foncière de ceux-ci. Cette œuvre représente un groupe de onze personnes, avec un couple en son centre. Le chapeau de la femme est décoré de fleurs. Cette dernière tient également un petit bouquet dans sa main. L’homme porte un haut-de-forme et est engoncé dans son manteau. Le couple est entouré de masques sinistres. Tout comme la femme, une figure, vêtue de rouge désigne l’homme encerclé. La figure en rouge, une femme rustaude, porte sur l’épaule une poupée semblable à un enfant mort. À la droite de l’œuvre se trouve une tête de squelette portant un chapeau de paille et sous celle-ci émerge un profil qui pourrait être celui d’un indien.
La monumentalité de la scène est mise en évidence grâce à l’espace délimité par les têtes des figures et le bord du cadre. L’arrière-plan dévoile un ciel gris-bleu taché de nuages blancs. Le rouge et le vert forment à maintes reprises un contraste expressif et complémentaire saisissant.

## Autobiographique
Certains experts[Qui ?] de l’œuvre d’Ensor estiment que la plupart des œuvres d'Ensor ont un noyau autobiographique. C'est pourquoi ils associent parfois cette peinture au mariage raté de la jeune sœur d'Ensor, Mariette ou Mitche, avec le commerçant chinois Taen Hee Tseu. Néanmoins, le tableau est daté de 1890, soit deux ans avant le mariage de sa sœur.